# Scambus inouei
Scambus inouei är en stekelart som beskrevs av Kusigemati 1991. Scambus inouei ingår i släktet Scambus och familjen brokparasitsteklar. Inga underarter finns listade i Catalogue of Life.